# Черваро (коммуна)
Черва́ро (итал. Cervaro) — коммуна в Италии, располагается в регионе Лацио, подчиняется административному центру Фрозиноне.
Население составляет 7121 человек (на 2004 г.), плотность населения составляет 181 чел./км². Занимает площадь 39 км². Почтовый индекс — 03044. Телефонный код — 0776.
Покровителями коммуны почитаются Пресвятая Богородица (Maria SS. de Piternis), праздник ежегодно празднуется 8 сентября, и первомученик Стефан, празднование 26 декабря.